# Pampinien de Vite
Papinien ou Pampinien de Vite (latin : Pa(m)pinianus Vitensis) est un évêque martyr du Ve siècle et un saint chrétien, fêté le 28 novembre, avec Mansuet d’Urusi (it).     
Évêque du diocèse de Vite (Vita), en Byzacène, et opposé aux Vandales ariens qui ont envahi l'Afrique romaine, Pampinien est torturé par ces derniers avec des lames de fer rougies au feu.

« Qui nous dira le nombre des hiérarques illustres qui eurent alors à souffrir mille tourments ? Le vénérable évêque de notre cité, Pampinianus, vit tout son corps consumé sous l'action de lames de fer rougies au feu. »

— Victor de Vite, Histoire de la persécution vandale en Afrique.
Le martyre de Pampinien se déroule au début des années 430, lors du siège d'Hippone par Genséric, roi des Vandales, ou peu après.

## Source
- Victor de Vite, Histoire de la persécution vandale en Afrique, livre I, III (lire en ligne).